# Tiếng Wolof
Tiếng Wolof là một ngôn ngữ của Sénégal, Gambia và Mauritanie, là tiếng bản ngữ của người Wolof. Như tiếng Serer và tiếng Fula lân cận, đây là thành viên nhánh Senegambia trong ngữ hệ Niger–Congo. Khác với hầu hết ngôn ngữ Niger-Congo, tiếng Wolof là một ngôn ngữ phi thanh điệu.
Tiếng Wolof ban đầu là ngôn ngữ của người Lebu. Đây là ngôn ngữ nói rộng rãi nhất Sénégal, vừa là bản ngữ của người Wolof (chiếm 40% dân số) vừa là ngôn ngữ thứ hai của các dân tộc khác ở nước này.
Tiếng Wolof ở đô thị và nông thôn có nét khác biệt nhau. Tiếng Wolof Dakar, chẳng hạn, chịu ảnh hưởng tiếng Pháp và tiếng Ả Rập.